# Bunomys prolatus
Bunomys prolatus är en däggdjursart som beskrevs av Guy G. Musser 1991. Bunomys prolatus ingår i släktet Bunomys och familjen råttdjur. IUCN kategoriserar arten globalt som starkt hotad. Inga underarter finns listade.
Denna gnagare förekommer på östra Sulawesi. Arten vistas där i bergstrakter som ligger cirka 1800 meter över havet. Det kända utbredningsområdet är mindre än 5000 km² men kanske finns Bunomys prolatus i en större region. Habitatet utgörs av fuktiga bergsskogar.
Arten kännetecknas av en robust kropp och en lång nos. Kroppslängden (huvud och bål) är 15,6 till 17,9 cm och svanslängden varierar mellan 12,5 och 14,2 cm. Djuret har 3,3 till 3,5 cm långa bakfötter och 2,4 till 2,6 cm stora öron. Viktuppgifter saknas. Håren på ovansidan är grå nära roten och sedan följer flera svarta och ljusbruna band före den ljusbruna spetsen. Ovansidans päls ser så gråbrun ut. Det saknas en tydlig gräns mot undersidan som är orangebrun eller mörkbrun. Flera exemplar har inslag av silvergrå eller vit på undersidan vad som liknar frost i utseende. På händer och fötter är fjällen synliga med en fläckig brun färg. Öronen har allmänt samma färg som undersidan. Intill de långa klorna finns vid bakfoten långa hår. Två tredjedelar av svansen är mörkbruna och sedan följder ett ljusare område med fläckar. Svansens spets är över 2 mm vit.
Individerna är främst nattaktiva och de går på marken. Födans sammansättning är antagligen lika som hos andra släktmedlemmar, alltså daggmaskar, frukter och kanske groddjur.